# Strelci
Strelci (makedonska: Стрелци) är en ort i Nordmakedonien. Den ligger i kommunen Kičevo, i den västra delen av landet, 60 kilometer sydväst om huvudstaden Skopje. Strelci ligger 677 meter över havet och antalet invånare är 1 563.